# Benny Hörtnagl
Benny Hörtnagl (* 24. November 1982 in Inzing, Tirol) ist ein österreichischer Radio- und Fernsehmoderator.

## Karriere
1998 begann Hörtnagl seine Radiokarriere bei Welle 1 in Innsbruck. Nach Engagements bei Antenne Tirol (1999–2001) und Energy 104,2 (2001–2004) moderiert er seit August 2004 und ist seither bei Hitradio Ö3 sowie bei ORF TV tätig.
Auf Hitradio Ö3 moderiert er regelmäßig Sendungen wie die Ö3-Musikshow, Der Song deines Lebens und Treffpunkt Österreich sowie Live-Sendungen diverser Festivals und Konzerten (Novarock, Frequency, Amadeus Award, Donauinselfest). Ab 2019 moderierte er zudem die Sendung Solid Gold.
Hörtnagl konzipierte auch diverse neue Sendungen und Aktionen selbst, wie die tägliche Chartshow Song deines Lebens, Frag das ganze Land oder Ö3X.
Für den Österreichischen Rundfunk moderierte er Fernsehsendungen wie den Kiddy Contest, Night of Pop, das Donauinselfest oder die Orf.music.night. Im Nachtprogramm des österreichischen Fernsehens moderierte Hörtnagl bereits die ORF 2-Sendung Quiz Express. Von März bis Juli 2011 war er außerdem Moderator der ORF-Talksendung Contra.
Ab April 2020 war er Host der Show Live im SK1.
Neben seinen verschiedenen Tätigkeiten als Moderator schreibt Hörtnagl immer wieder Beiträge über Musik in diversen Magazinen (TOPIC-Magazin etc.), lehrt an diversen Fachhochschulen, ist Vortragender in Kommunikationsinstituten und Eventkurator.
Im Juli 2024 gab Hörtnagl nach über 20 Jahren bei Ö3 seinen Abschied vom Sender bekannt.

## Privates
Seit 2011 ist Benny Hörtnagl mit der ZIB-Moderatorin Lisa Gadenstätter verheiratet.

## Publikationen
- Rock it! So wird dein Leben ein Hit!, Seifert Verlag, Wien 2017, ISBN 978-3-902924-62-9